# Glossogobius intermedius
 Glossogobius intermedius és una espècie de peix de la família dels gòbids i de l'ordre dels perciformes.

## Morfologia
Els mascles poden assolir els 14 cm de longitud total.

## Distribució geogràfica
Es troba a Sulawesi (Indonèsia).